# Mrkovica
Mrkovica (en serbe cyrillique : Мрковица) est un village de Serbie situé sur le territoire de la Ville de Leskovac, district de Jablanica. Au recensement de 2011, il ne comptait aucun habitant.

## Démographie
| 1948 | 1953 | 1961 | 1971 | 1981 | 1991 | 2002 | 2011 |
| ---- | ---- | ---- | ---- | ---- | ---- | ---- | ---- |
| 277  | 250  | 265  | 257  | 77   | 27   | 14   | 0    |

|  |